# Matsudono Moroie
Matsudono Moroie (松殿師家, [[[1172]] - 1238] Erro: {{japonês}}: texto da transliteração contém caractere não latino (pos 19) (ajuda)), também conhecido como  Fujiwara no Moroie, Matsudo Moroie ou Matsuo Moroie. Foi um nobre período Kamakura da História do Japão.

## Vida
Moroie foi o terceiro filho de Fujiwara no Motofusa ( também conhecido como Matsudono Motofusa), e teve como irmãos Fujiwara no Tadataka, Gyōi e Jitsuon.
Apesar de não ser o primeiro filho de Motofusa, Moroie teve um tratamento especial porque sua mãe pertencia à família Kazan'in, que tanto Go-Shirakawa como Kiyomori, que estavam em disputa política, e viam em Moroie uma pessoa que poderia manter um equilíbrio no poder.
Em 1179 foi nomeado vice-governador da província de Harima e depois foi promovido a Chūnagon, isso apesar de ainda ser uma criança. É por esta razão que Motofusa intercedeu para agir em nome de Moroie, mas para Kiyomori isto era uma intromissão (Kiyomori não gostava de Motofusa, por este anteriormente ter se aliado a Go-Shirakawa), a inimizade foi aumentando até desaguar no Incidente Jishō, uma nova tentativa fracassada de Go-Shirakawa com o apoio de Motofusa para tirar o poder dos Taira. Kiyomori se sentiu desafiado. Partindo de sua casa de campo em Fukuhara, na província de Settsu, à frente de uma grande tropa, colocou o ex-imperador em confinamento rigoroso no palácio Toba, segregando-o completamente do mundo oficial e privando-o de todas as funções administrativas e banindo Motofusa. Este foi um dos gatilhos para as Guerras Genpei.
Em 1183, com os Taira fugindo de Quioto, e a entrada de Minamoto no Yoshinaka na capital, Motofusa acreditou em uma nova oportunidade de recuperar o poder, por isso tornou uma de suas filhas esposa de Yoshinaka, pedindo em troca que Moroie fosse indicado para algum cargo administrativo. Moroie foi inicialmente nomeado Dainagon e dentro de algumas semanas, foi nomeado Sesshō (Regente) do Imperador Antoku, líder do clã Fujiwara e Naidaijin.
No entanto, no início de 1184, Minamoto no Noriyori e Minamoto no Yoshitsune (primos de Yoshinaka), combateram contra seu primo na Batalha de Awazu e o assassinaram. Isso resultou na perda de poder de Motofusa, e na renúncia de Moroie de todos as cargos que acumulou.
Depois disso, quase nada se soube sobre a vida de Moroie. Apenas que adotou Dogen em 1230, se tornou um monge budista em 1232 ficando conhecido como Sonkō e que morreu em 1238.
| Precedido por Fujiwara no Motofusa | -- 2º Líder dos Matsuo Fujiwara (1183 -1184) | Sucedido por Matsudono Tadafusa |
| Precedido por Taira no Munemori    | 39º Naidaijin (1183 -1184)                   | Sucedido por Tokudaiji Sanesada |